# Gaio Sosio
Gaio Sosio (in latino Gaius Sosius; fl. 66-31 a.C.) è stato un militare e politico romano della Repubblica.

## Biografia
Gaio Sosio venne eletto questore nel 66 a.C. e pretore nel 49 a.C. Dopo l'inizio della Guerra civile romana entrò a far parte degli Ottimati. Dopo la fuga di Pompeo in Grecia, Sosio ritornò a Roma e si sottomise a Gaio Giulio Cesare
Dopo l'assassinio di Cesare, Sosio si alleò con Marco Antonio, dal quale nel 38 a.C. fu nominato governatore della Siria e della Cilicia al posto di Publio Ventidio Basso. Come governatore, a Sosio venne ordinato di supportare Erode contro Antigono II. Nel 37 a.C. avanzò contro Gerusalemme e dopo che fu diventato capo della città, Sosio piazzò Erode sul trono di Giudea.
Come merito dei suoi servizi e delle sue imprese, egli ottenne un trionfo nel 34 a.C., e divenne console insieme a Gneo Domizio Enobarbo nel 32 a.C. Quando scoppiò la Guerra civile tra Ottaviano e Marco Antonio, Sosio espose le considerazioni di Antonio e attaccò violentemente Ottaviano al Senato.
Nel 31 a.C., Sosio comandò una flotta di Marco Antonio con la quale doveva distruggere la flotta di Lucio Arrunzio o metterlo in fuga, ma, quando quest'ultimo ebbe i rinforzi di Marco Vipsanio Agrippa, l'alleato di Sosio Tarcondimoto - re della Cilicia - venne ucciso e Sosio stesso fu obbligato a ritirarsi. Nella Battaglia di Azio, Sosio comandava l'ala sinistra della flotta. Dopo la battaglia, dalla quale fu costretto a fuggire, venne scoperto in un nascondiglio, fu catturato e portato davanti a Ottaviano che, grazie all'intercessione di Lucio Arrunzio, lo perdonò. Egli ritornò a Roma e completò il suo progetto del Tempio di Apollo Sosiano (cominciato nel 34 a.C.), dedicandolo al nome di Ottaviano.

## Discendenza
Si sa solo di due figlie di Sosio, probabilmente avute o da una Asinia, o da una Nonia o da una Elia: Sosia, moglie di Sesto Nonio Quintiliano, e forse Sosia Galla, moglie di Gaio Silio. Il cognomen riappare tuttavia in Quinto Sosio Senecione (console nel 99 e nel 107 d.C.) e in Sossio di Miseno (275-305 d.C.).